# 道路交通管理標誌統一守則
道路交通管理標誌統一守則（英語：Manual on Uniform Traffic Control Devices，簡稱）是由美國運輸部轄下的聯邦公路管理局（FHWA）所發出的文件，用以規範交通標誌、道路標記及交通燈號的設計、安裝及使用，指定了在交通標誌及道路標記上使用的形狀、顏色、字體等的標準。在美國，所有交通管理裝置必須大致合符此守則的規定。美國各州份及地區政府、以至私人建設公司等都遵從此守則，以確保他們符合國家標準。雖然有部份州份的管理當局發展出他們獨有的一套標準，制定出他們獨自的一套道路交通管理標誌統一守則，但他們具體上仍然符合這套聯邦性的守則。
美國的全國統一交通管理裝置委員會（NCUTCD）不時會向聯邦公路管理局提出對此守則作出修訂及更改。

## 歷史

採用MUTCD守則2003年版本的州份

早在20世紀初，早期的鄉郊公路，大多數由私營的車會所維護及管理。這些車會透過會員繳交會員費，又或開拓州際公路等藉此增加收益。但在這些由各個車會所建設的公路上，卻豎立着各自設計的標誌。而且這些標誌的豎立，是着重於推廣公路多於促進駕駛者的安全及提示方向等。再者，這些車會之間的競爭及爭端等，往往促使了多套標誌準則的衍生，有說競爭最激烈時多達11套準則之多，令駕駛者花多眼亂、無所適從。
直至1920年代，政府才開始對解決眾多種類的標誌着手行動。當時，來自印第安納州、明尼蘇達州及威斯康辛州的團體對當時現有的交通標誌做了一個調查，冀望可以發展出一套標準。他們將調查結果上報到位於密西西比谷的公路局聯會，該會採用了報告中建議的標誌形狀。這些建議包括了為人熟悉的圓形平交道標誌及八角形停車標誌。
1927年，美國國家公路及運輸當局協會（AASHTO）出版了一份《製作、展示及豎立美國道路標記及標誌標準的守則及細則》，用以規範鄉郊公路上各式各樣的交通管理裝置。這份文件亦促使了後期《街道交通標誌、訊號及標記守則》的出現，用以規管市區的交通標準。正當這兩套守則各自對鄉郊及市區定立了相應的準則，但始終要維繫兩套守則的使用則比較困難。故此，美國國家公路及運輸當局協會於1932年開始與當時的國家街道及公路安全會議（NCSHS）攜手，共同開發出一套統一的標準，亦即《道路交通管理標誌統一守則》。
《道路交通管理標誌統一守則》最初於1935年公佈，對交通標誌及道路標記作出了規範。及後，因應隨着不同用法的出現、國家公路系統的規模擴大以及科技的進步，守則共經歷了8次的修訂，作出了無數細微的調整。
1966年，美國國會通過了《公路安全法》（公共法案第89-564號, 72 Stat. 885 (1966)），及後成為了美國法典第23编 § 第401節 及其系列。該法案要求所有州份必須於1968年12月31日前定立公路安全計劃，並必須遵從由美國運輸部頒佈的統一標準，以作為接受聯邦公路協助基金的撥款條件；如有任何違反，則會被削減百分之10的撥款。結果，藉着由美國法典第23编 § 第402節所賦於的巨大立法力量，運輸部以聯邦法規第23卷第655.603節作參考後直接採用了整套《道路交通管理標誌統一守則》作標準。因此，這個原為準官方的企劃漸漸變成了正式官方的企劃。各州份可在守則之上添加補充文件，以便採用一些他們獨自的守則。但這些各州份版的守則仍須持續地與聯邦的《道路交通管理標誌統一守則》保持一致性，亦即必須在聯邦公路管理局採納的任何修訂2年內，作出相應修改。
在1971年的修訂中包括了幾項顯著的新準則：要求所有於雙向車道中的分隔車線必須髹上黃色（而非於相同行車方向的車道上所使用的白色），及要求所有公路路牌（當時只限州際公路）必須採用綠底白字等。因應1971年的新修訂而須進行的重髹路面工程於1971年至1974年期間完成，而所有更換道路標記及標誌的工程亦必須於1978年為期限完成。
2008年1月2日，聯邦公路管理局於聯邦登記公佈了一則關於新版本的《道路交通管理標誌統一守則》的提議修訂，並於《道路交通管理標誌統一守則》網站上發佈了草案內容供公眾參閱及向公眾諮詢。諮詢截至2008年7月31日為止。新版本的《道路交通管理標誌統一守則》最終於2009年出版。

## 發展過程
任何擬於《道路交通管理標誌統一守則》進行的新增或修訂內容，均由美國的全國統一交通管理裝置委員會（NCUTCD）這個非牟利私營機構，向聯邦公路管理局推薦。該委員會同時向其他使用《道路交通管理標誌統一守則》的其他機構，例如各個州份所屬的交通部門等提供對本守則內容的詮譯。美國的全國統一交通管理裝置委員會一向致力發展公眾及專業人士，對何謂安全的交通管理裝置及安全行為原則的注意度；並作為一個討論平台，讓合資格人士交換對這方面的專業意見。
委員會由21個贊助團體所支持，包括運輸及工程業界團體（例如美國國家公路及運輸當局協會（AASHTO）及美國土木工程學會（ASCE）等）、一些關於安全的機構（例如國家安全局（NSC）及公路及汽車安全支援會）以及美國汽車會（AAA）等機構。每個贊助機構均會提名屬下會員進入委員會作為投票代表，行使決策權。

## 在其他管轄範圍的採用
美國是《關於道路標示及燈號的維也納會議》少數非簽約國中最大的國家，因此聯邦公路管理局及《道路交通管理標誌統一守則》與維也納會議簽署的條約內容截然不同。最大分別，莫過於《道路交通管理標誌統一守則》着重顏色使用的一致性（例如常以紅色來表示「禁止」又或「準備停車」），以及使用相對較大型和較多文字訊息的交通標誌。不過與實行《維也納會議關於道路標示及燈號》條約的國家相比，《道路交通管理標誌統一守則》裏用於指示方向的路牌則傾向較少使用文字訊息，因為在設計時已顧及到駕駛者於高速公路時以高速閱讀。
在加拿大，加拿大運輸協會（TAC）推出了加拿大版本的《道路交通管理標誌統一守則》。儘管該會公佈的守則與美國聯邦公路管理局的《道路交通管理標誌統一守則》用途相同，但由其發展過程有別於美國，所以始終與美國的同類標誌有着顯著不同。特別在於如新不倫瑞克省等擁有大量英語及法語人口的地方，標誌都須採用雙語顯示，並較多使用符號性標誌多於文字性標誌。
傳統上，安大略省的運輸部一直採用他們自己的一套《道路交通管理標誌統一守則》，大部份內容均與加拿大運輸協會的守則甚為相似。但自從2000年左右起，安大略省運輸部公佈了一套《安大略省交通守則》（OTM），涵蓋在交通管理上的不同範疇（例如：強制性標誌、警告性標誌、標誌設計原則以及交通燈號等）。
不少的美國州份都有他們獨自的一套標準，部份州份會推出一份完整的守則，亦有部份只在聯邦的《道路交通管理標誌統一守則》上加上補充性文件。例子包括鳳凰城的街道交通部門自1961年起就推出了他們獨自的《鳳凰城交通及路障守則》，並於1980年、1982年、1989年、1998年及2007年作過修訂。
此外，澳洲、新西蘭及愛爾蘭等國家的交通標誌都深受《道路交通管理標誌統一守則》影響，採用大量與守則相似的標誌。

## 外部連結
- 美國聯邦公路管理局（FHWA）《道路交通管理標誌統一守則》 （页面存档备份，存于）
- 美國全國統一交通管理裝置委員會（NCUTCD）網站 （页面存档备份，存于）
- 《道路交通管理標誌統一守則》歷史 （页面存档备份，存于）
- 美國加州的《道路交通管理標誌統一守則》 - 2012年版 （页面存档备份，存于）